# اکیبا بن یوسف

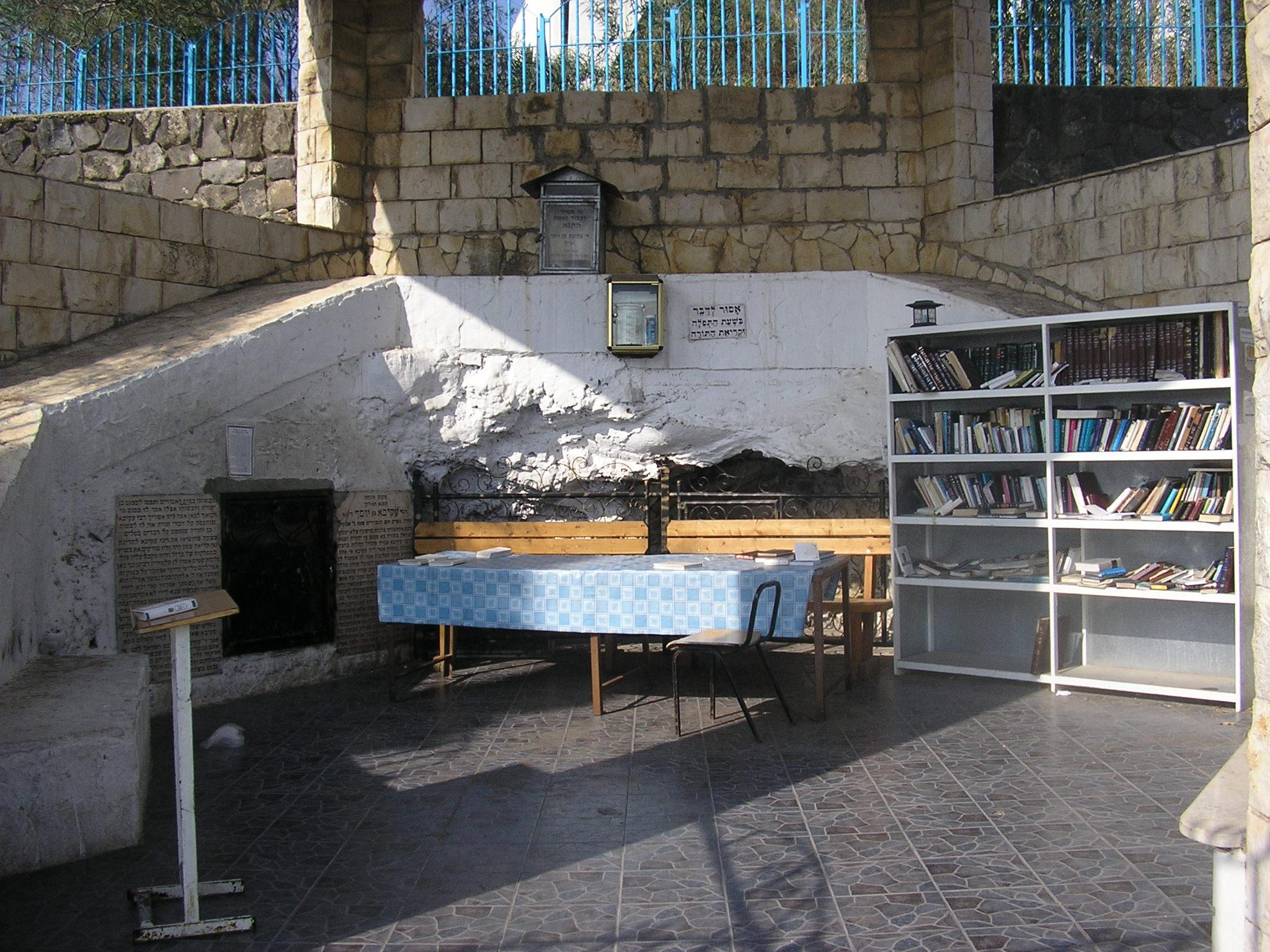
آرامگاه خاخام اکیوا در طبریه

خاخام عقیبا بن یوسف، ربی اکیبه (به عبری: עקיבא)(زندگی در حدود ۵۰-۱۳۵ میلادی) تنائیم یهودی در پایان سدهٔ یکم و آغاز سدهٔ دوم میلادی بود. او یکی از بزرگترین نویسندگان معتبر روایات یهود بود. او همچنین از مشارکت‌کنندگان مهم در میشنا و مدرش هالاخا بود. او را پدر یهودیت خاخامی دانسته‌اند.
او به دست رومیان و از برای خودداری نکردن از آموزش تورات کشته‌شد.